# The Schoolmaster of Mariposa
The Schoolmaster of Mariposa è un cortometraggio muto del 1910 diretto da Francis Boggs. Basato su un soggetto di Lanier Bartlett, era interpretato da Hobart Bosworth nel ruolo del titolo e da Betty Harte.

## Produzione
Il film fu prodotto dalla Selig Polyscope Company.

## Distribuzione
Distribuito dalla General Film Company, il film - un cortometraggio in una bobina . uscì nelle sale cinematografiche degli Stati Uniti il 15 settembre 1910.